# プロムナード青山
プロムナード青山（プロムナードあおやま）は、滋賀県大津市にある商業施設。

## 概要
ウイルステージが運営するビレッジ（村）型ショッピングモールで、飛島グリーンヒル内に設けられた。なお、このショッピングモールは2009年（平成21年）に開業し、物販店や飲食店のほか、地域のコミュニティを育むためのスペースとして青山まちづくり役場が設けられている。

## ショップ・施設
プロムナード青山はA・Bの2区画に下表の各ショップ、C区画に青山まちづくり役場が入居する。
| 区画 | 区分 | ショップ名                                          | 業種                                                  |
| ---- | ---- | --------------------------------------------------- | ----------------------------------------------------- |
| A    | 1    | 四季折々                                            | パティスリー・カフェ                                  |
| A    | 2    | クレア動物病院                                      | 動物病院                                              |
| A    | 3    | SYNAPSE（シナプス）                                 | トレーニングジム                                      |
| A    | 4-W  | Curry time（カレータイム）                          | カレー専門店                                          |
| A    | 4-E  | Blanc Rose（）                                      | ロザフィ・カルチャー教室                              |
| A    | 5    | （空きテナント）                                    | （空きテナント）                                      |
| A    | 6    | （空きテナント）                                    | （空きテナント）                                      |
| A    | 7    | - 滋賀県済生会訪問看護ステーション - サテライト青山 | - 訪問看護ステーション - （済生会滋賀県病院グループ） |
| A    | 8    | GREEN ANGLE（グリーンアングル）                     | 観葉植物・庭木・生活雑貨                              |
| A    | 9    | Kenblo（ケンブロ）                                  | ステーキ割烹・鉄板料理                                |
| A    | 10   | Cielo（シエロ）                                     | ハンドメイド・海外セレクト子供服                      |
| A    | 11   | ととや むらた                                       | 魚料理                                                |
| A    | 12   | 焼肉家蔵                                            | 焼肉・肉料理専門店                                    |
| A    | 13   | 牛匠かぐら                                          | 精肉店                                                |
| B    | 1    | HANA BOZE（はなぼうず）                             | フラワーショップ                                      |
| B    | 2-1F | jack beans（ジャックビーンズ）                      | 美容院                                                |
| B    | 2-2F | 自立学習塾RED大津青山教室                           | 学習塾                                                |

備考
- ショップ・施設の奥にテスラの大津スーパーチャージャー（青山SC）がある[8][9]。同充電設備は2021年（令和3年）9月に開設した[10]。

## アクセス
公共交通機関
- JR琵琶湖線（東海道本線）南草津駅

近江鉄道バスまたは帝産湖南交通で「青山五丁目」停留所下車、徒歩2分。
自動車
- 新名神高速道路

草津田上インターチェンジ下車、同インターチェンジから滋賀県道2号大津能登川長浜線（山手幹線）を栗東方面へ進み、若草交差点で右折。同交差点から約3分。

## 周辺
- 近江鉄道バス・帝産湖南交通「青山五丁目」停留所
- フレンドマートグリーンヒル青山店 - 隣接する店舗。2008年（平成20年）7月23日に開店した[12]。
- 大津市青山市民センター[13] - 青山公民館[14]と大津市消防局東消防署青山救急出張所[15]を併設。
- 青山中央公園 - 野球場（グラウンド兼用。ナイター設備無し）を併設[16]。
- 牟礼山